# لارس اشتیندل
لارس ادی اشتیندل (آلمانی: Lars Edi Stindl؛ زادهٔ ۲۶ اوت ۱۹۸۸) بازیکن فوتبال پیشن  اهل آلمان است که در پست مهاجم بازی می کرد.

## باشگاهی
از باشگاه‌هایی که در آن بازی کرده‌است می‌توان به بروسیا مونشن‌گلادباخ، باشگاه فوتبال کارلسروهه و هانوفر ۹۶ اشاره کرد.

## تیم ملی
اشتیندل در سال ۲۰۱۷ موفق به کسب کفش نقره و عنوان آقای گلی در رقابت‌های جام کنفدرانسیون‌ها شد.
وی در فینال جام کنفدرانسیون‌های سال ۲۰۱۷ برابر شیلی، توانست تک گل مسابقه و گل قهرمانی آلمان را روی پاس تیمو ورنر به ثمر برساند.